# Kernkraftwerk Emsland
Das stillgelegte Kernkraftwerk Emsland (KKE) befindet sich in Lingen im Landkreis Emsland, Niedersachsen.

## Beschreibung
Das Kraftwerk wurde als Ersatz für das 1977 stillgelegte Kernkraftwerk Lingen geplant und ab Anfang der 1980er Jahre gebaut. Der Kernreaktor wurde am 14. April 1988 zum ersten Mal kritisch und nahm am 20. Juni 1988 den kommerziellen Betrieb auf. Er hat einen Druckwasserreaktor vom Typ Konvoi, der 4. und modernsten Druckwasserreaktor-Generation in Deutschland. Im Reaktor befanden sich 193 Brennelemente mit einer Schwermetallmasse von insgesamt 103 Tonnen. Das Kraftwerk hatte eine elektrische Leistung von 1.406 MW (brutto). Abzüglich des Eigenbedarfes von 71 MW ergab sich eine Leistung von 1.335 MW (netto). Das Kraftwerk hat einen 152 Meter hohen Naturzug-Nasskühlturm, der im Rückkühlbetrieb oder im Ablaufbetrieb betrieben werden konnte.
Nördlich des Kraftwerks befinden sich das stillgelegte Kernkraftwerk Lingen und das Erdgaskraftwerk Emsland.
Im Dezember 2002 wurde auf dem Gelände des Kernkraftwerks das Standortzwischenlager Lingen (SZL) (jetzt: Brennelemente-Zwischenlager Lingen; BZL) in Betrieb genommen. Dort werden die verbrauchten Brennelemente in Castor-Behältern zwischengelagert, bis diese in ein Endlager, das die Bundesregierung bis spätestens 2030 bereitstellen muss, gebracht werden können. In diesem Zwischenlager befinden sich 130 Lagerplätze für Behälter mit einer Schwermetallmasse von 1.250 Tonnen. Das BZL hat zum Schutz vor äußeren Einwirkungen, wie Erdbeben, Explosionen oder Flugzeugabstürzen, ein 1,30 Meter dickes Betondach und 1,20 Meter dicke Betonwände.
Das nach der Reaktorkatastrophe in Fukushima 2011 novellierte Atomgesetz legte fest, dass das Kernkraftwerk Emsland spätestens am 31. Dezember 2022 die Berechtigung zum Leistungsbetrieb verliert, also abgeschaltet werden muss (§ 7 Abs. 1a AtG). Bundeskanzler Olaf Scholz entschied im Oktober 2022 aufgrund der Energiekrise per Richtlinienkompetenz, alle drei verbliebenen Kernkraftwerke bis zum 15. April 2023 in Betrieb zu lassen. Eine diesbezügliche erforderliche Änderung des Atomgesetzes erfolgte.
Es folgte nun innerhalb der Betriebsgenehmigung die Nachbetriebsphase. Eine Stilllegung erfolgte nach Erteilung einer Stilllegungsgenehmigung auf Antrag. Eine frühere Abschaltung hätte sich ergeben können, falls die Reststrommenge von 230,07 TWh ab 1. Januar 2000 erzeugt gewesen (Anlage 3 AtG) und keine Elektrizitätsmengen auf das Kernkraftwerk Emsland übertragen worden wäre.
2019 wurde der Anteil der Preussenelektra von 25 % auf die RWE übertragen.
Am 15. April 2023 wurden die drei verbliebenen Reaktoren Emsland, Isar 2 und Neckarwestheim 2 endgültig abgeschaltet, damit hatte Deutschland den Atomausstieg vollzogen.

## Netzanschluss
Der Netzanschluss erfolgte auf der 380-kV-Höchstspannungsebene in die Umspannanlage Hanekenfähr des Übertragungsnetzbetreibers Amprion.

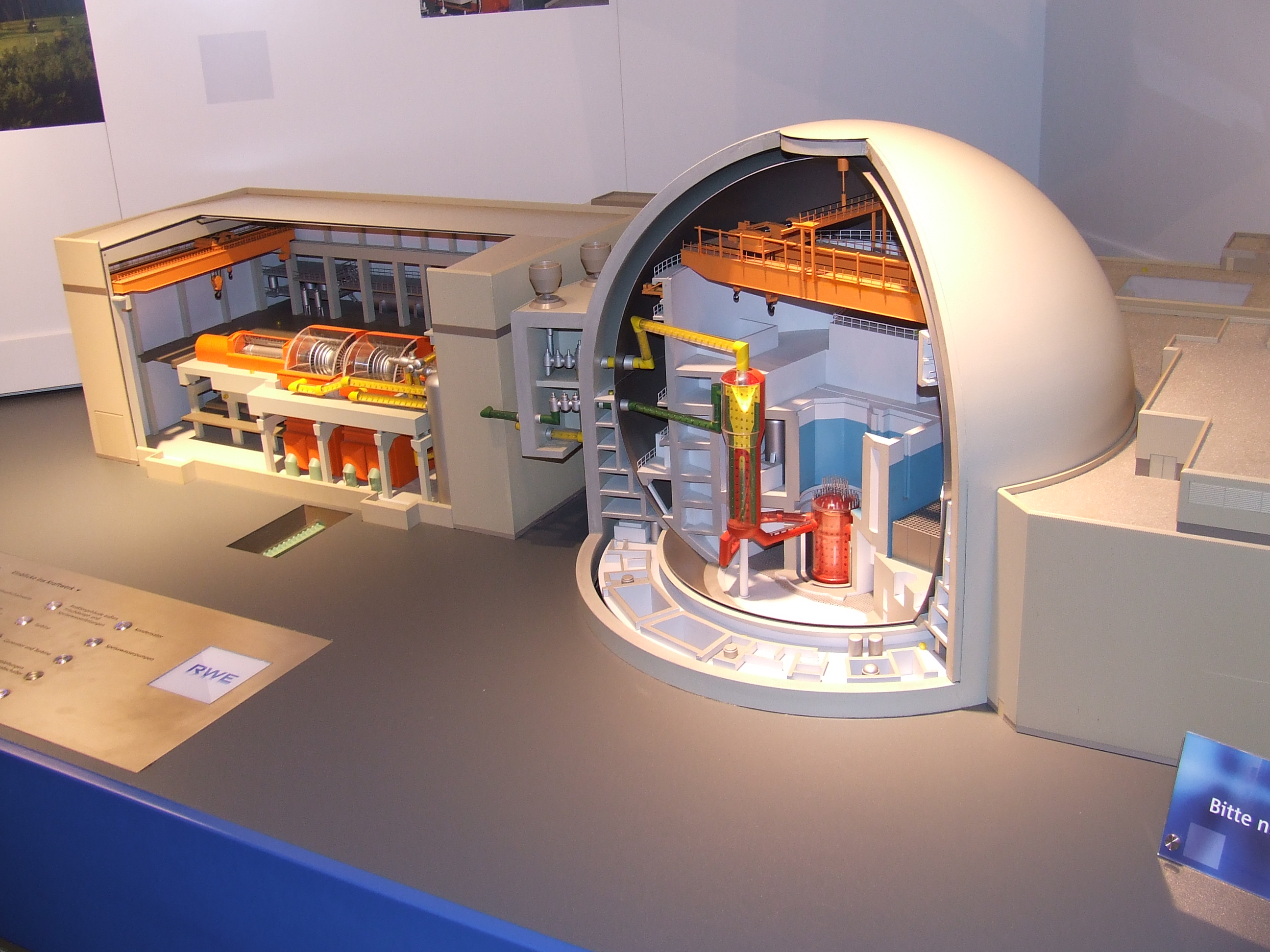
Modell des Reaktorgebäudes mit Maschinenhaus

## Betriebsstörungen
Am 24. Juli 2009 wurde durch eine Störung der Kategorie N (Normal) im Stufenschalter eines Maschinentransformators das Kraftwerk vom Netz getrennt und in der Folge eine Reaktorschnellabschaltung noch in der Nacht veranlasst. Im Quartalsbericht 3/2009 des Bundesamtes für Strahlenschutz ist dieses Ereignis folgendermaßen aufgeführt: „24. Juli 2009, KKE, Ausfall der Blockeinspeisung mit nachfolgender Reaktorschnellabschaltung über niedrigen Dampferzeugerfüllstand, 09/072, N, 0.“ In der Systematik der internationalen Bewertungsskala (INES) hat der Zwischenfall unter der Betrachtung des dritten Aspekts, der Beeinträchtigung der Sicherheitsvorkehrungen, keine oder sehr geringe sicherheitstechnische Bedeutung (INES 0).
Am 3. April 2015 wurde das Kernkraftwerk wegen einer Leckage kurzfristig vom Netz genommen.
Im November 2017 wurde bei Wartungsarbeiten ein Leck im Nebenkühlwassersystem des Kernkraftwerks gefunden. Dieses Ereignis hatte laut dem niedersächsischen Umweltministerium keine bzw. sehr geringe sicherheitstechnische Bedeutung.
2019 wurden Risse in Rohrleitungen entdeckt. Das Anti-Atom-Bündnis „AgiEL“, der BUND Niedersachsen und der Verein „.ausgestrahlt“ protestierten gegen den Weiterbetrieb.
Im Rahmen von Inspektionsarbeiten gelangte am 7. Mai 2024 aufgrund fehlerhaft remontierter Rückschlagventile aus einer Abwasserleitung eine geringe Menge radioaktiven Abwassers in einen Raum im Kontrollbereich. Dieser wurde umgehend gereinigt und die Ventile ordnungsgemäß montiert. Das Ereignis (INES 0) hatte laut RWE keine Auswirkungen auf das Personal, die Umgebung und den bestimmungsgemäßen Nachbetrieb der abgeschalteten Anlage.

## Sonstiges
Wie auch andere Kernkraftwerke war das Kraftwerk grundsätzlich für den Lastfolgebetrieb geeignet. Der Betreiber RWE gab 2014 an, das Kraftwerk werde bei Bedarf auch im Lastfolgebetrieb gefahren. Hierzu wurde bei niedriger Stromnachfrage und hoher Windenergieeinspeisung die Leistung gedrosselt. Das KKW könne in rund 60 Minuten die Leistung um bis zu 850 Megawatt reduzieren.

## Daten des Reaktorblocks
Das Kernkraftwerk Emsland hat einen Kraftwerksblock:
| Reaktorblock  | Reaktortyp         | Baulinie                  | elektrische- Leistung | elektrische- Leistung | thermische- Reaktorleistung | Baubeginn     | Netzsyn- chronisation | Kommer- zieller Betrieb | Stilllegung   |
| Reaktorblock  | Reaktortyp         | Baulinie                  | Netto                 | Brutto                | thermische- Reaktorleistung | Baubeginn     | Netzsyn- chronisation | Kommer- zieller Betrieb | Stilllegung   |
| ------------- | ------------------ | ------------------------- | --------------------- | --------------------- | --------------------------- | ------------- | --------------------- | ----------------------- | ------------- |
| Emsland (KKE) | Druckwasserreaktor | KWU-Baulinie '80 (Konvoi) | 1.335 MW              | 1.406 MW              | 3.850 MW                    | 10. Aug. 1982 | 19. Apr. 1988         | 20. Juni 1988           | 15. Apr. 2023 |